# Murex altispira
Murex altispira is een slakkensoort uit de familie van de Muricidae. De wetenschappelijke naam van de soort is voor het eerst geldig gepubliceerd in 1988 door Ponder & Vokes.